# Rivière Sheyenne
La rivière Sheyenne est l'un des principaux affluents de la rivière Rouge du Nord, serpentant sur environ 950 km  à travers l'est du Dakota du Nord, aux États-Unis.

## Géographie
La rivière débute à environ 24 km au nord de McClusky, et coule généralement vers l'est avant de tourner vers le sud près de McVille puis continue à travers les comtés de Griggs et Barnes avant de tourner vers le nord-est près de Lisbon. La rivière forme le lac Ashtabula contenu par le barrage de Baldhill, au nord de Valley City, qui a été construit en 1951 pour le contrôle des inondations par le Corps du génie de l'armée des États-Unis.
La Sheyenne est classée comme une rivière à perches, ses berges étant plus hautes que le sol environnant et formant des digues naturelles lors des inondations. Lorsque les eaux de crue traversent les berges, elles se répandent sur une vaste zone.
Depuis Lisbon, la rivière traverse le Sheyenne National grassland et entre dans le comté de Cass près de la ville de Kindred. Ce tronçon de la rivière est désigné Réseau national des rivières sauvages et touristiques. De Kindred, la rivière coule vers le nord-nord-est à travers les plaines fertiles de la vallée de la rivière Rouge.
Le caractère de la rivière change lorsqu'elle quitte les prairies sablonneuses et ramasse le sol argileux fertile de la vallée de la rivière Rouge. Auparavant, la rivière posait un risque d'inondation pour des villes comme West Fargo et Harwood, où elle rejoint la rivière Rouge du Nord, qui coule vers le nord jusqu'au lac Winnipeg au Manitoba. Grâce à un canal de dérivation achevé près d'Horace et s'étendant au-delà de West Fargo, ces grandes villes de la rivière Sheyenne ont bien résisté à l' inondation de la rivière Rouge en 1997 . En revanche, cette inondation a dévasté les villes de Grand Forks dans le Dakota du Nord et d'East Grand Forks dans le Minnesota.
Le canal de dérivation de Sheyenne, construit de 1990 à 1992 dans le cadre d'un effort conjoint de l'État fédéral, canalise les eaux en périphérie des villes pour évacuer les eaux de crue. Il a été construit principalement par le US Army Corps of Engineers, pour un coût de 27,8 millions de dollars.
La rivière Sheyenne a été nommée d'après les Indiens Cheyenne de la région. Les noms alternatifs incluent : Cayenne River, Cheyenne River et Maitomoni'ohe.
La rivière Sheyenne a été formée par l'eau de fonte du glacier du Wisconsin il y a environ 13 000 ans. La vallée constitue la bordure ouest du glacier à cette époque. La rivière Sheyenne est la plus longue rivière située dans le Dakota du Nord. La vallée fluviale du barrage de Baldhill au lac Ashtabula et au sud de Lisbon peut atteindre une profondeur de 200 pieds.
Les pêcheurs peuvent trouver du grand brochet, du doré jaune, de la perchaude, de la barbue de rivière et du bar blanc dans ses parties inférieures. Les dossiers indiquent 53 espèces de poissons connues pour habiter la Sheyenne, soit environ le double du nombre d'espèces trouvées dans d'autres affluents de la rivière Rouge. Deux poissons rares - le méné rose et le méné camus - et trois moules rares - la feuille d'érable, le sandshell noir et les palourdes à pattes de cochon - vivent dans la Sheyenne.

## Traversées

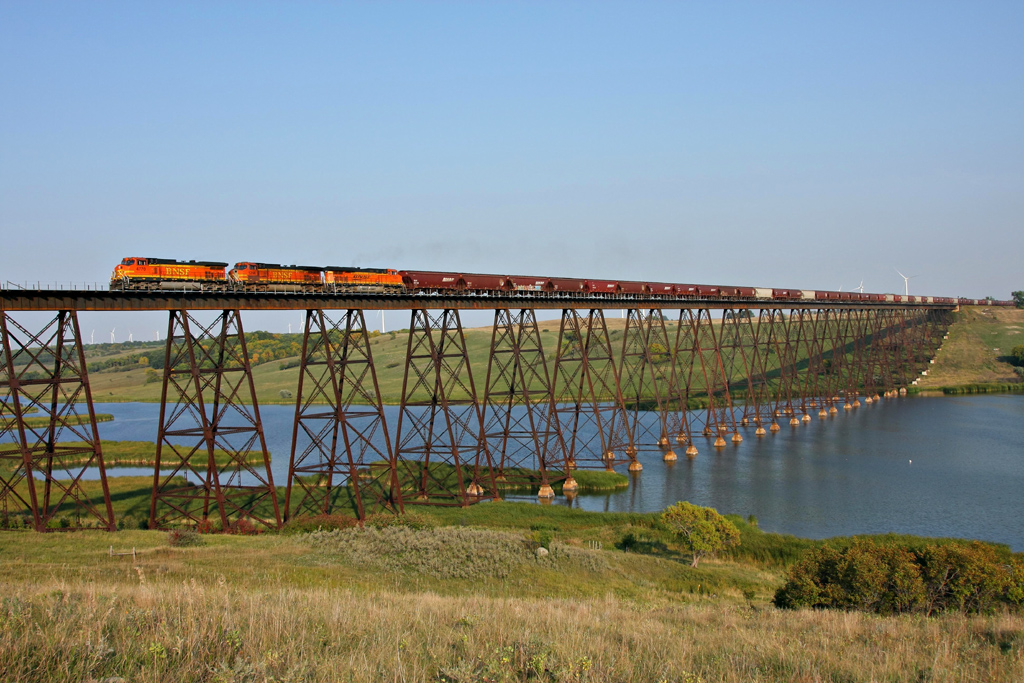
A BNSF Railway freight train crosses the Sheyenne near Karnak in 2009.

La rivière est traversée par plusieurs ponts historiques, dont le pont de Lisbon et le pont Colton's Crossing à Lisbon ; le pont West Park à Valley City ; le West Antelope Bridge à Flora ; le pont Romness près de Cooperstown ; et le pont Nesheim à McVille.